# Edward Vesala
Edward Vesala, né Martti Vesala le 15 février 1945, et mort le 4 décembre 1999 est un batteur, chef d'orchestre et compositeur de jazz finlandais.
Né à Mäntyharju, il commence sa carrière en tant que batteur de rock et de jazz dans les années 1960. Dans les années 1970, il participe au quartet de Tomasz Stańko, et enregistre avec Jan Garbarek.
Edward Vesala est surtout connu pour son groupe Sound and Fury, composé d'une dizaine de musiciens, pour la plupart étudiants de Vesala, et qui incluait aussi sa femme, la harpiste Iro Haarla.
Vesala est mort d'Insuffisance cardiaque à Helsinki à l'âge de 54 ans.